# اندره بوتکا
اِندره بوتکا (مجاری: Botka Endre؛ زادهٔ ۲۵ اوت ۱۹۹۴) بازیکن فوتبال اهل مجارستان است.
از باشگاه‌هایی که در آن بازی کرده‌است می‌توان به باشگاه فوتبال بوداپست هونود اشاره کرد.
وی همچنین در تیم‌های ملی فوتبال زیر ۲۱ سال مجارستان، و مجارستان بازی کرده‌است.